# Miksa Déri

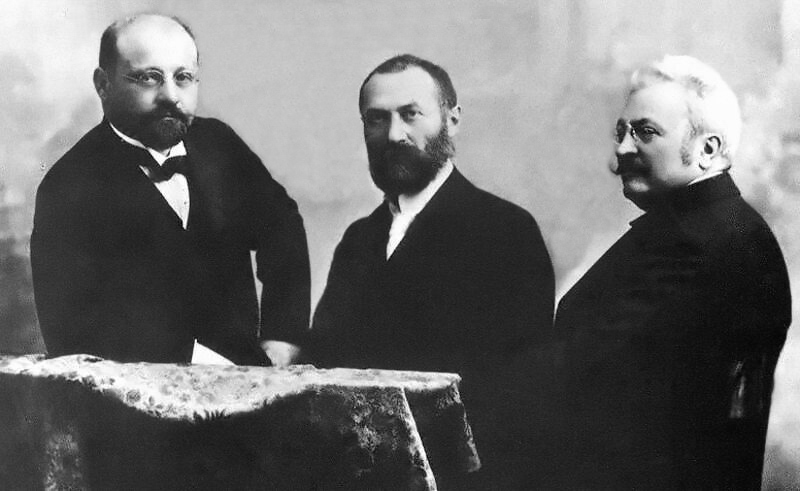
Miksa Déri (l), met Bláthy en Zipernowsky

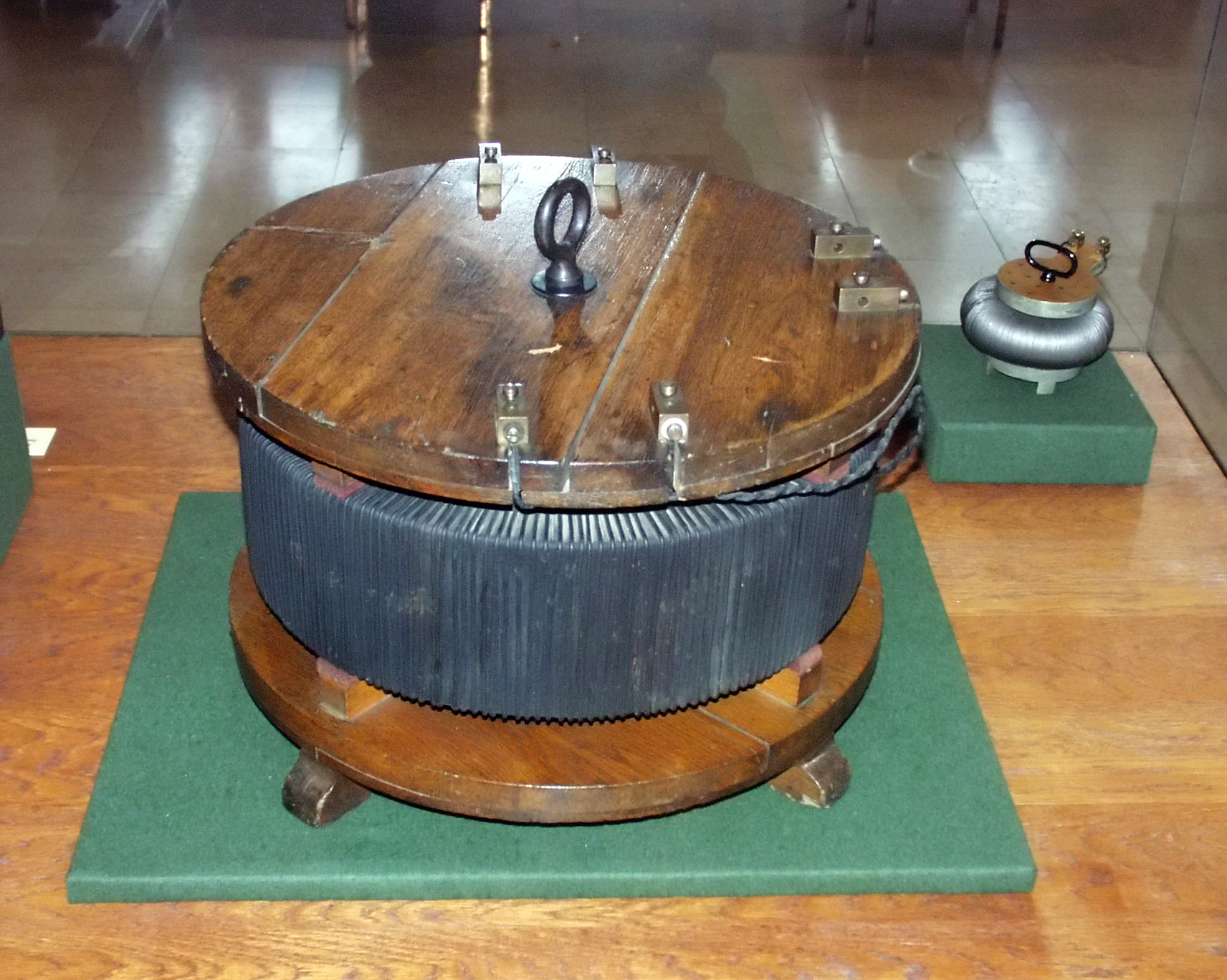
Eerste transformatoren (Déri-Bláthy-Zipernovski, Budapest 1885)

Miksa Déri (Bács, 27 oktober 1854 – Merano (Italië), 3 maart 1938) was een Hongaars elektrotechnicus en mede-uitvinder van de transformator met gesloten ijzerkern.

## Biografie
Miksa Déri verkreeg zijn diploma waterbouwkunde in 1877 aan de technische universiteit van Wenen. Tussen 1878 en 1882 was hij betrokken bij het beheersen van de waterstromen in de rivieren Donau en de Tisza. Tegelijkertijd studeerde hij elektrotechniek en begon vanaf 1882 als ingenieur te werken voor het bedrijf Ganz, waarvan hij later directeur werd.
Samen met Károly Zipernowsky ontwikkelde hij een zelfbekrachtigde wisselstroomgenerator, die in 1883 in productie werd genomen. Zijn grootste prestatie behaalde hij in 1885 met de ontwikkeling van de ZBD-transformator tezamen met Ottó Bláthy en Zipernowsky. Déri deed hierbij het meeste van het experimentele werk. Vanaf 1889 organiseerde en bouwde hij een elektrische energiecentrale in Wenen. Tussen 1898 en 1902 werkte hij aan de gecompenseerde gelijkstroommachine.
Twee jaar later ontwierp hij een eenfasige repulsiemotor, die later naar hem werd genoemd. Déri's motor vulde een belangrijke lacune op in het aandrijven van liften, want tot dan toe had geen enkele liftmotor echt veilig gewerkt. Deze borstelmotoren werden in massa geproduceerd en wereldwijd toegepast.
Miksa Déri overleed op 84-jarige leeftijd.